# Шоколадная фабрика «Галлорен»

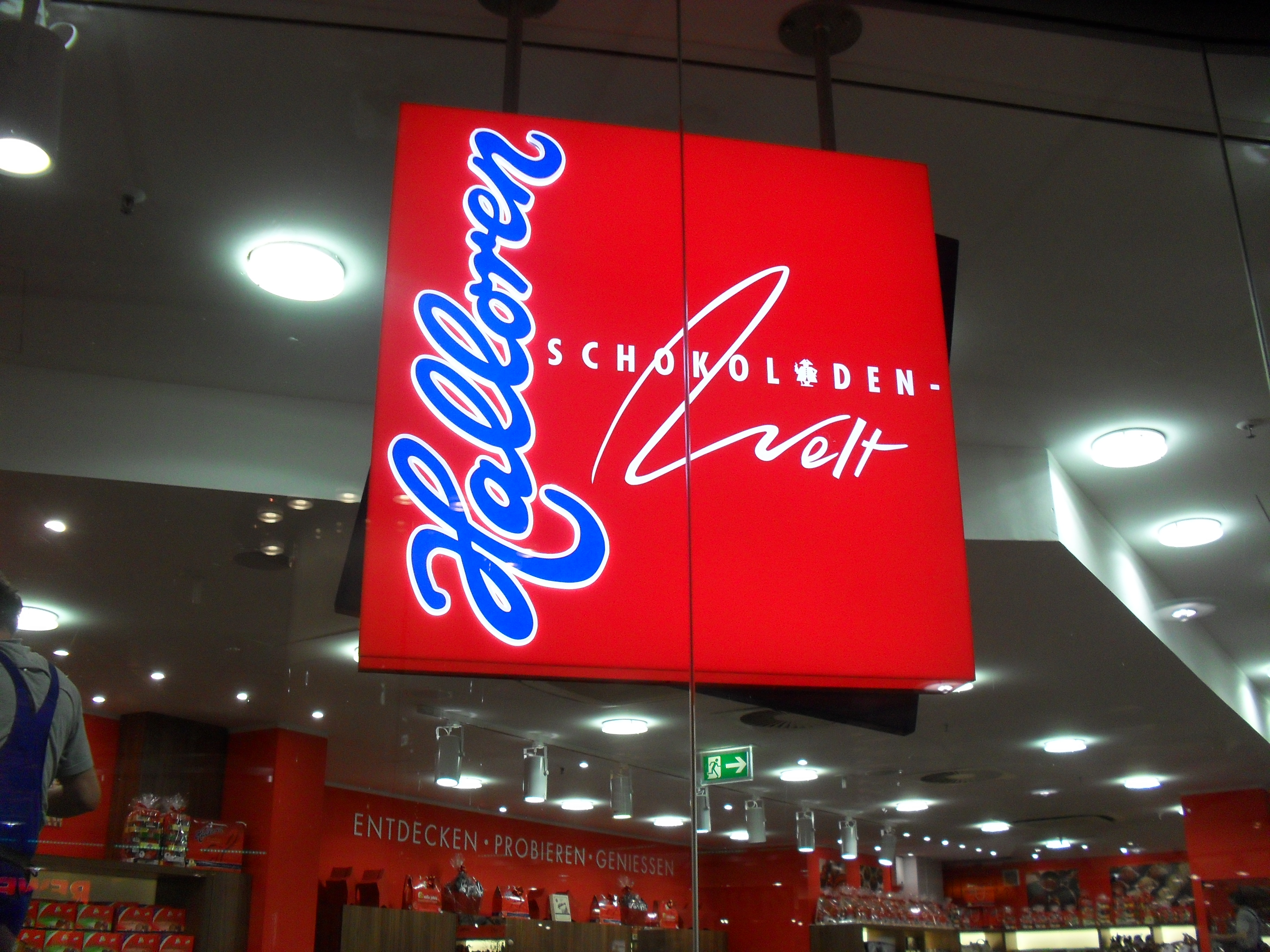
Магазин «Галлорен». Галле

Шоколадная фабрика «Галлорен» (нем. Halloren Chocolate Factory AG) — старейшее предприятие-производитель шоколада в Германии. Впервые упоминается в 1804 году как фабрика по производству какао и шоколада в Галле (Заале). Мажоритарный владелец — инвестиционная компания Charlie Investors (Даррен и Кеннет Элерт), базирующаяся в Люксембурге.

## История
Основанная Фридрихом Августом Мите (1753—1827), отцом Иоганна Фридриха Мите, фабрика по производству какао и шоколада в Галле (Заале) впервые упоминается в 1804 году. В 1851 году предприятие перешло к Фридриху Давиду. С тех пор компания называлась Frederick David & Sons, процветала и производила шоколадные конфеты известной марки «Миньон» (Mignon). В 1905 году компания была преобразована в акционерное общество David Söhne AG. В 1912 году стали использоваться первые машины доставки. В 1933 году в нацистской Германии начался бойкот евреев, и компания была переименована в Mignon Schokoladenwerke AG, хотя Давид не был евреем. В 1943 году, в период Второй мировой войны, производство кондитерских изделий остановили. Предприятие использовали для производства аксессуаров для крыльев самолётов.
После возобновления производства шоколада предприятие было национализировано в 1950 году и преобразовано в государственную компанию. Оно вошло в состав кондитерского комбината Галле. В 1952 году компания была переименована в Halloren (Солевары) в честь братства производителей соли из Галле. В 1992 году трастовое агентство продало компанию Halloren, принадлежащую аудитору и предпринимателю Паулю Морзински, холдинговой компании из Ганновера.

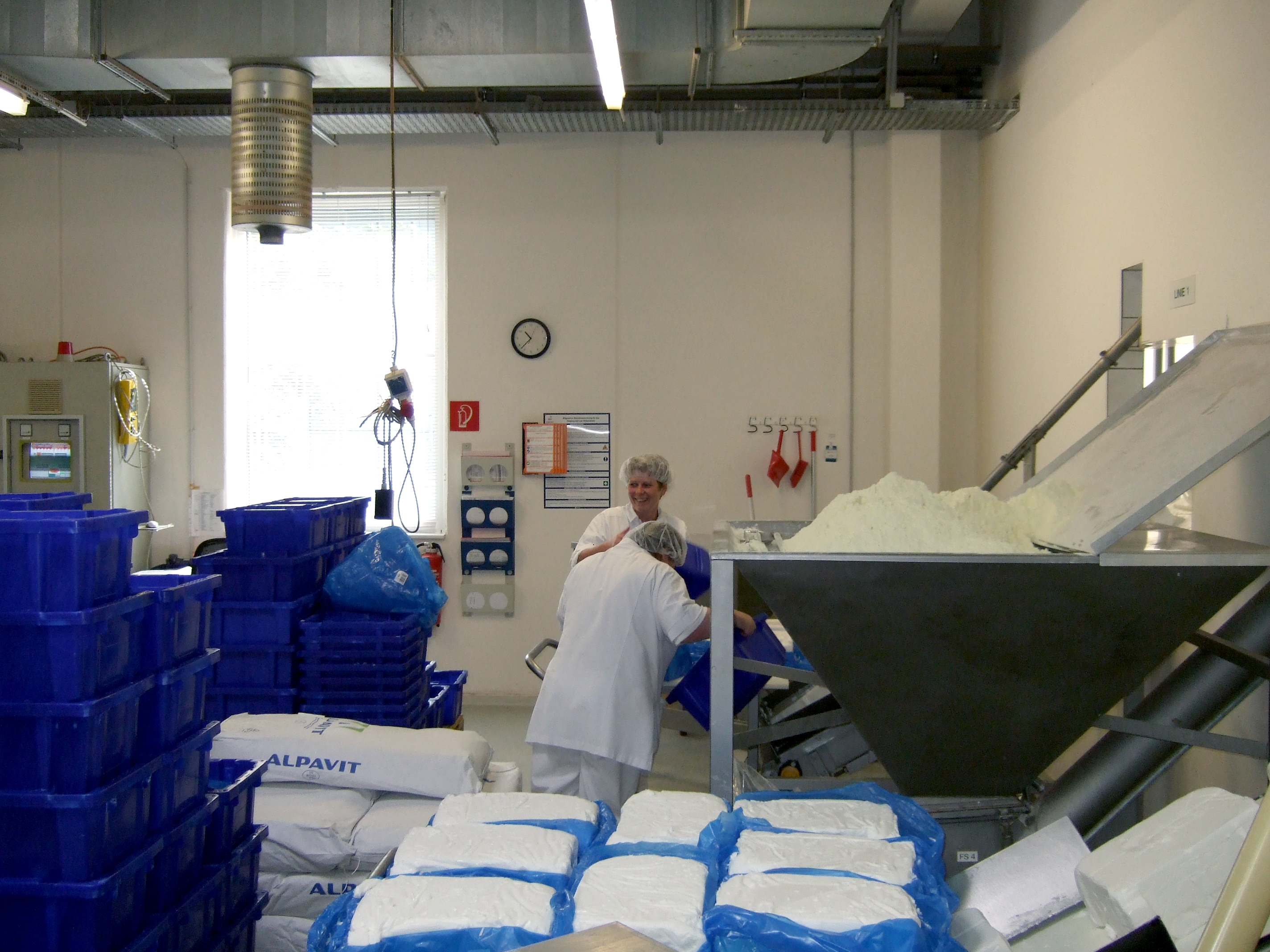
Цех шоколадной фабрики «Галлорен». Галле

С 2001 года Кондитерская Дрейера (Confiserie Dreher) из Мюнхена, основанная в 1880 году, принадлежит шоколадной фабрике Halloren, как производящее «шарики Моцарта» автономное предприятие. В 2002 году в Кремлингене были приобретены Weibler Confiserie & Chocolaterie GmbH. Кондитерская Вайблер является крупнейшим работодателем Кремлингена.
В 2007 году компания была преобразована в Halloren Schokoladenfabrik AG (Шоколадная фабрика «Галлорен»). 11 мая 2007 года компания была зарегистрирована на Франкфуртской фондовой бирже в системе Entry Standard. Начальная цена была на 10 центов выше, чем цена выпуска в 7 евро. Компания смогла разместить акции на 15,6 млн евро, из которых 6,3 млн ушли предыдущим акционерам.
Основным акционером и председателем наблюдательного совета компании был Пауль Морзински с 90 процентами акций до IPO (первое публичное предложение).
В 2007 году сдана в эксплуатацию фабрика, где посетители могут ознакомиться с производственными процессами, а музей шоколада снова расширился.
В 2008 году была приобретена компания Delitzscher Schokoladenfabrik GmbH.
В 2010 году объём продаж компании составил 60,65 млн евро.
Halloren Schokoladenfabrik AG является партнёром и производственным предприятием Wunschpralinen Manufaktur GmbH с 2011 года. Покупатель может создать сам индивидуальные шоколадные конфеты по своему вкусу.
Также в 2011 году была куплена голландская компания Steenland Chocolate.
В 2013 году объём продаж составил 118 млн евро, а к 2015 году он вырос до 122 млн евро. Зарубежные продажи составляют четверть — свою роль в этом играют Дания, Канада и Румыния.
В октябре 2014 года Halloren Schokoladenfabrik вступила в партнёрство с компанией Charlie Investors S.à.rl, которая была внесена в торговый реестр Люксембурга всего за месяц до этого. В декабре 2014 года прогнозировалась прибыль в размере около 2 млн евро на следующий год. Однако в 2015 году прибыль упала более чем на 90 %. Charlie Investors владела большим количеством акций в 2015 году, чем тогдашний основной акционер и председатель совета директоров Пауль Морзински. Приблизительно с 26 процентами акций у Charlie Investors было блокирующее меньшинство. Даррен Элерт также был избран в Наблюдательный совет.
В декабре 2016 года компания была снята с фондовой биржи по причинам стоимости, а доля Ehlert в Halloren выросла до 46 %. В июле 2017 года Морзински продал свою долю в компании Элерту, который теперь владеет 75 % акций Halloren через Charlie Investors. С поправкой, внесённой 11 октября 2017 года, обыкновенные акции Halloren Chocolate Factory AG были конвертированы в зарегистрированные акции.
В 2017 году продажи составили всего 107,7 млн евро при убытке в 3,6 млн евро. Шоколадная фабрика Delitzscher и бельгийская фабрика Bouchard были проданы Даррену Элерту в сентябре 2017 года. Стинланд в Гауда был продан Sino-Pacific Trading из Бангкока в то же время.
В мае 2018 года предыдущего председателя совета директоров Клауса Лелле, успешно руководившего компанией в течение двух десятилетий, сменил Ральф Коенен. Новый состав Совета директоров был собран под давлением со стороны основного акционера Charlie Investors.
В декабре 2018 года было объявлено, что Charlie Investors приобрела 11 % акций Katjes.
Головной офис по-прежнему находится в Галле. Производство и заводские продажи продолжаются по сей день в фабричном здании, построенном в 1896 году. Музей шоколада Halloren, с так называемой Шоколадной комнатой, принимает посетителей с 2002 года.

## Продукция фабрики
Самыми известными из 120 изделий фабрики являются оригинальные шары Halloren, которые производятся с 1952 года. Они получили своё название от соляных рабочих, которые работали в Галле в прежние времена, Halloren. Конфеты из сливок и шоколада напоминают сферические серебряные пуговицы на куртках рабочих солеварен (Halloren). Ежегодно продаётся 180 млн шариков, но они составляют лишь четверть общих продаж.
Шоколадная фабрика Delitzscher (Деличер) включает в себя бренды «Delitzscher», «Böhme», «Lohmann Schokolade» (Ma-Mi-Nu) и «Laroshell».

## Награды
- Победитель конкурса Гран-при среднего класса (Großer Preis des Mittelstandes) (2002)[21]
- Премия по маркетингу в Центральной Германии (2004)